# Holbergiana
Holbergiana is een compositie van Niels Gade. De titel verwijst naar Ludvig Holberg wiens geboortedag 13 december 1684 gevierd werd in Denemarken (en als gevolg daarvan ook in Noorwegen). Gade schreef een suite die qua titel verwijst als zijnde à la Holbergs. Het achtervoegsel “iana” wordt in de klassieke muziek gebruikt als typering van klinkend als de naam die er voor staat. Het werd een vierdelige suite, waarin de vier delen verwijzen naar toneelstukken van Holberg.
De vier delen:
1. Moderato (tempo di minuetto)
2. Allegro scherzando
3. Andantino
4. Finale: Allegro festivo (een verwijzing naar ‘’Maskarade’’)

Twee andere componisten gingen aan de haal met Holberg. Edvard Grieg componeerde zijn Fra Holbergs tid en Carl Nielsen de opera Maskarade. Voor wat betreft populariteit kan het werk van Gade niet in de schaduw staan van die twee.
Gade schreef het werk voor
- 2 dwarsfluiten, 2 hobo’s, 2 klarinetten, 2 fagotten
- 4 hoorns, 2 trompetten, 3 trombones, 1 tuba
- pauken,
- violen, altviolen, celli, contrabassen